# Ghiacciaio Sigfrido
Il ghiacciaio Sigfrido (in inglese Siegfried Glacier) è un ghiacciaio situato sull'isola Rothschild, all'imboccatura settentrionale del canale di Wilkins, nella parte occidentale della Terra di Palmer, in Antartide. Il ghiacciaio, il cui punto più alto si trova 256 m s.l.m., fluisce in direzione est-sud-est fino a entrare nella baia di Lazarev, a sud del picco Mirnyy.

## Storia
Il ghiacciaio Sigfrido fu così battezzato dal Comitato britannico per i toponimi antartici in associazione con il ghiaccio pedemontano Wagner, l'opera Sigfrido è infatti il terzo dramma musicale della tetralogia L'anello del Nibelungo di Richard Wagner.